# Anne Blunt, 15. Baroness Wentworth

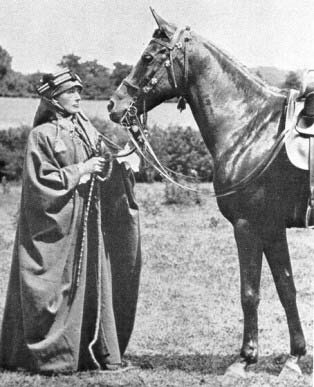
Lady Anne im Beduinengewand mit ihrer Lieblingsreitstute Kasida

Anne Isabella Blunt, 15. Baroness Wentworth (geborene King-Noel, * 22. September 1837; † 15. Dezember 1917) war eine britische Adlige und, zusammen mit ihrem Ehemann Wilfrid Scawen Blunt, Mitbegründerin des Gestüts Crabbet Park Arabian Stud. Sie war die erste europäische Frau, die die Wüste auf der arabischen Halbinsel überquerte.

## Leben

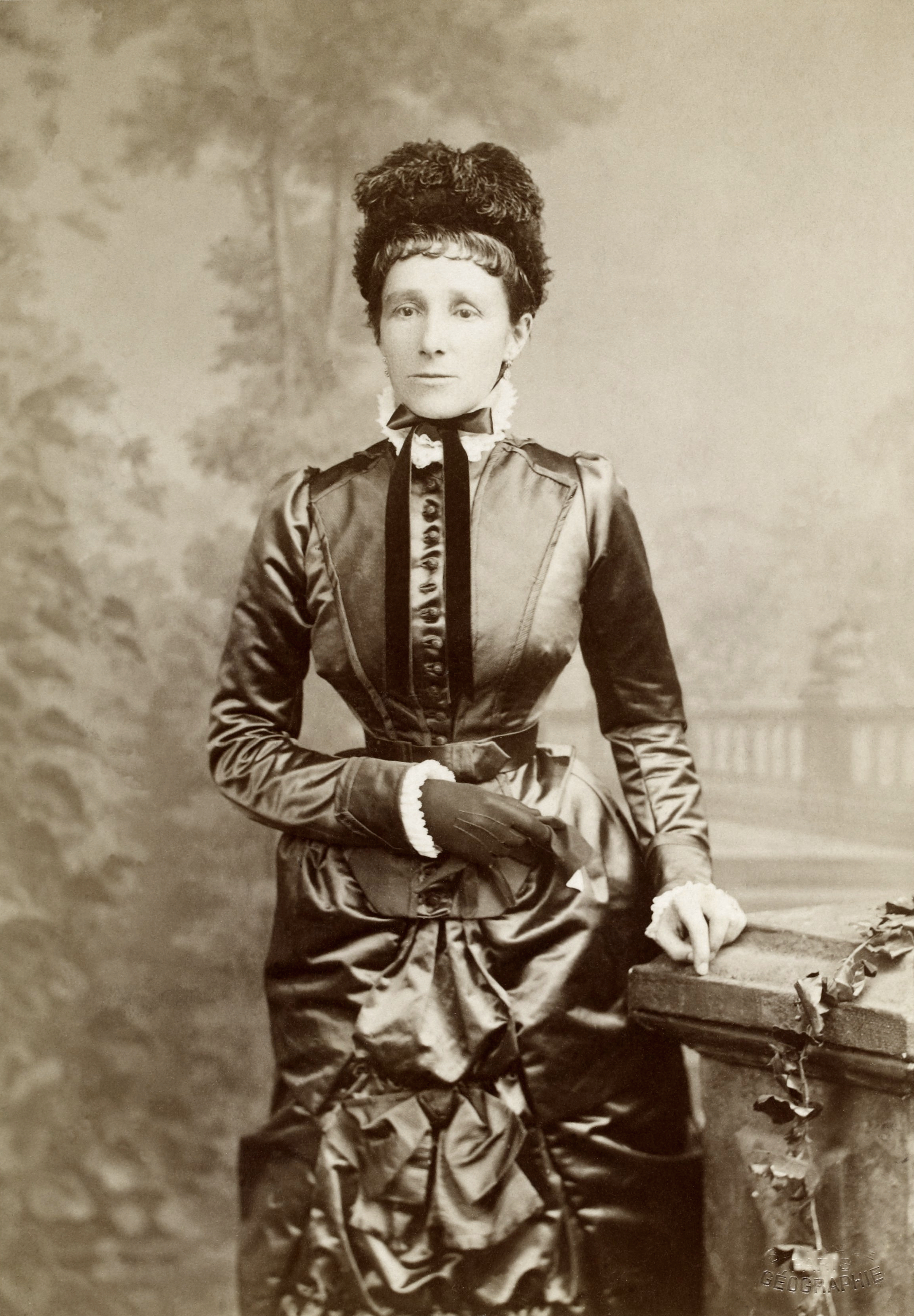
Lady Anne Blunt, 1883

Anne Isabella, genannt Annabella, war die Tochter von Ada Lovelace und William King-Noel, 1. Earl of Lovelace. Als Tochter eines Earl führte sie ab 1838 das Höflichkeitsprädikat Lady. Mütterlicherseits war Blunt eine Enkelin von Anne Noel-Byron, 11. Baroness Wentworth und George Gordon Byron, 6. Baron Byron. Sie sprach fließend Französisch, Deutsch, Italienisch, Spanisch und Arabisch. Sie war eine gute Kunstkennerin. 1865 war sie Schülerin des Geigers Joseph Joachim, der sie in mehreren Briefen an Clara Schumann erwähnt. Ihr Mann verfasste nach ihren Aufzeichnungen die Bücher Bedouin Tribes of the Euphrates und A Pilgrimage to Nejd. Ihre Aufzeichnungen wurden 1985 von Rosemary Archer und James Fleming als Lady Anne Blunt: Journals and Correspondence 1878–1917 in veröffentlicht.
Anne King-Noel und Wilfrid Scawen Blunt heirateten am 8. Juni 1869, die Ehe stand aber unter keinem guten Stern. Trotz vieler Schwangerschaften überlebte nur eines ihrer Kinder, die Tochter Judith Anne Dorothea Blunt-Lytton. Ihr Mann machte kein Hehl daraus, dass er einen Sohn bevorzugt hätte. Er hatte zahlreiche Geliebte. 1906 verließ Lady Anne ihn, als er seine Mätresse, Dorothy Carleton, ins Haus holte. Das Gestüt wurde geteilt und Lady Anne siedelte nach Sheykh Obeyd Garden nahe Kairo über, wo sie den Rest ihres Lebens verbrachte. Im Juni 1917 erbte Lady Anne von ihrer kinderlosen Nichte Ada King-Milbanke, 14. Baroness Wentworth aus eigenem Recht den Titel Baroness Wentworth. Als sie sechs Monate später starb, fiel der Titel an ihre Tochter, die nach dem Tod des Vaters das Gestüt wieder vereinigte.